# Маргарета фон Баден (1404 – 1442)
Вижте пояснителната страница за други личности с името Маргарета фон Баден.
Маргарета фон Баден (на немски: Margarete von Baden; * 25 януари 1404, Баден; † 7 юли 1442) е маркграфиня от Маркграфство Баден и чрез женитба графиня на Насау-Висбаден-Идщайн.

## Произход
Тя е дъщеря на маркграф Бернхард I фон Баден (1364 – 1431) и третата му съпруга Анна фон Йотинген (1380 – 1436), дъщеря на граф Лудвиг XII (XI) фон Йотинген († 1440) и първата му съпруга графиня Беатрикс фон Хелфенщайн († 1385/1388).  Сестра е на маркграф Якоб фон Баден (1407 – 1453).
Маргарета фон Баден умира на 7 юли 1442 г.на 38 години и е погребана в „Унион-църквата“ в Идщайн.

## Фамилия
Маргарета фон Баден е сгодена на 17 март 1412 г. във Вормс и се омъжва на 1 март 1418 г. за граф Адолф II фон Насау-Висбаден-Идщайн (* 1386; † 26 юли 1426), син на граф Валрам IV фон Насау-Висбаден-Идщайн (1354 – 1393) и съпругата му Берта фон Вестербург († 1418). Те имат шест деца:
- Йохан II фон Насау-Висбаден (1419 – 1480), граф на Насау-Висбаден-Идщайн, женен на 17 юни 1437 г. за графиня Мария фон Насау-Диленбург (1418 – 1472), дъщеря на граф Енгелберт I фон Насау-Диленбург
- Анна фон Насау-Висбаден (ок. 1430 – 1465), омъжена 1438 г. за Еберхард III фон Епщайн-Кьонигщайн († 1466)
- Маргарета фон Насау († 1451), абатиса на Св. Урсула в Нюрнберг
- Адолф II фон Насау (ок. 1423 – 1475), архиепископ на Майнц (1461 – 1475)
- Агнес фон Насау-Висбаден (ок. 1425 – 1485), омъжена 1464 г. за Конрад VII фон Бикенбах († 1483)
- Валрам фон Насау-Висбаден († сл. 1426)